# Campeonato Nacional de la División I FCS de Fútbol Americano de la NCAA
El Campeonato Nacional de la División I FCS de Fútbol Americano de la NCAA es la competición de postemporada de fútbol americano universitario que se disputa anualmente para proclamar el campeón de la subdivisión FCS (anteriormente denominada Division I-AA) de la División I de la NCAA de los Estados Unidos.
Se disputa desde 1978, cuando la National Collegiate Athletic Association (NCAA) reestructuró la División I de fútbol americano creando dos subcategorías (que hasta 2006 se denominaban I-A y I-AA, y que ahora se denominan FBS y FCS).

## Historia
Cuando se creó la subcategoría, en 1978, el torneo constaba de 4 equipos. En 1981 se pasó a un torneo de 12 equipos, y en 1986 al actual formato de 16 equipos.
Desde 2010 hasta 2024, el partido final se celebró en el Estadio Toyota, en Frisco, Texas. Debido a las renovaciones del estadio, el juego del campeonato de las temporadas 2025 y 2026 se llevará a cabo en el FirstBank Stadium en el campus de la Universidad Vanderbilt en Nashville, Tennessee.

## Palmarés
| Temporada | Campeón                     | Finalista                   | Resultado | Sede                             |
| --------- | --------------------------- | --------------------------- | --------- | -------------------------------- |
| 1978      | Florida A&M                 | Massachusetts               | 35-28     | Wichita Falls (Texas)            |
| 1979      | Kentucky Oriental           | Lehigh                      | 30-7      | Orlando (Florida)                |
| 1980      | Estatal de Boise            | Kentucky Oriental           | 31-29     | Sacramento (California)          |
| 1981      | Estatal de Idaho            | Kentucky Oriental           | 34-23     | Wichita Falls (Texas)            |
| 1982      | Kentucky Oriental           | Delaware                    | 17-14     | Wichita Falls (Texas)            |
| 1983      | Illinois del Sur            | Carolina Occidental         | 43-7      | Charleston (Carolina del Sur)    |
| 1984      | Estatal de Montana          | Louisiana Tech              | 19-6      | Charleston (Carolina del Sur)    |
| 1985      | Georgia del Sur             | Furman                      | 44-42     | Tacoma (Washington)              |
| 1986      | Georgia del Sur             | Estatal de Arkansas         | 48-21     | Tacoma (Washington)              |
| 1987      | Luisiana Nordeste           | Marshall                    | 43-42     | Pocatello (Idaho)                |
| 1988      | Furman                      | Georgia del Sur             | 17-12     | Pocatello (Idaho)                |
| 1989      | Georgia del Sur             | Estatal Stephen F. Austin   | 37-34     | Statesboro (Georgia)             |
| 1990      | Georgia del Sur             | Nevada                      | 36-13     | Statesboro (Georgia)             |
| 1991      | Estatal de Youngstown       | Marshall                    | 25-17     | Statesboro (Georgia)             |
| 1992      | Marshall                    | Estatal de Youngstown       | 31-28     | Huntington (Virginia Occidental) |
| 1993      | Estatal de Youngstown       | Marshall                    | 17-5      | Huntington (Virginia Occidental) |
| 1994      | Estatal de Youngstown       | Estatal de Boise            | 28-14     | Huntington (Virginia Occidental) |
| 1995      | Montana                     | Marshall                    | 22-20     | Huntington (Virginia Occidental) |
| 1996      | Marshall                    | Montana                     | 49-29     | Huntington (Virginia Occidental) |
| 1997      | Estatal de Youngstown       | Estatal McNeese             | 10-9      | Chattanooga (Tennessee)          |
| 1998      | Massachusetts               | Georgia del Sur             | 55-43     | Chattanooga (Tennessee)          |
| 1999      | Georgia del Sur             | Estatal de Youngstown       | 59-24     | Chattanooga (Tennessee)          |
| 2000      | Georgia del Sur             | Montana                     | 27-25     | Chattanooga (Tennessee)          |
| 2001      | Montana                     | Furman                      | 13-6      | Chattanooga (Tennessee)          |
| 2002      | Kentucky Occidental         | Estatal McNeese             | 34-14     | Chattanooga (Tennessee)          |
| 2003      | Delaware                    | Colgate                     | 40-0      | Chattanooga (Tennessee)          |
| 2004      | James Madison               | Montana                     | 31-21     | Chattanooga (Tennessee)          |
| 2005      | Estatal Appalachian         | Iowa del Norte              | 21-16     | Chattanooga (Tennessee)          |
| 2006      | Estatal Appalachian         | Massachusetts               | 28-17     | Chattanooga (Tennessee)          |
| 2007      | Estatal Appalachian         | Delaware                    | 49-21     | Chattanooga (Tennessee)          |
| 2008      | Richmond                    | Montana                     | 24–7      | Chattanooga (Tennessee)          |
| 2009      | Villanova                   | Montana                     | 23–21     | Chattanooga (Tennessee)          |
| 2010      | Washington Oriental         | Delaware                    | 20–19     | Frisco (Texas)                   |
| 2011      | Estatal de Dakota del Norte | Estatal Sam Houston         | 17–6      | Frisco (Texas)                   |
| 2012      | Estatal de Dakota del Norte | Estatal Sam Houston         | 39–13     | Frisco (Texas)                   |
| 2013      | Estatal de Dakota del Norte | Towson                      | 35–7      | Frisco (Texas)                   |
| 2014      | Estatal de Dakota del Norte | Estatal de Illinois         | 29-27     | Frisco (Texas)                   |
| 2015      | Estatal de Dakota del Norte | Estatal de Jacksonville     | 37–10     | Frisco (Texas)                   |
| 2016      | James Madison               | Estatal de Youngstown       | 28-14     | Frisco (Texas)                   |
| 2017      | Estatal de Dakota del Norte | James Madison               | 17–13     | Frisco (Texas)                   |
| 2018      | Estatal de Dakota del Norte | Washington Oriental         | 38–24     | Frisco (Texas)                   |
| 2019      | Estatal de Dakota del Norte | James Madison               | 28–20     | Frisco (Texas)                   |
| 2020      | Estatal Sam Houston         | Estatal de Dakota del Sur   | 23–21     | Frisco (Texas)                   |
| 2021      | Estatal de Dakota del Norte | Estatal de Montana          | 38–10     | Frisco (Texas)                   |
| 2022      | Estatal de Dakota del Sur   | Estatal de Dakota del Norte | 45-21     | Frisco (Texas)                   |
| 2023      | Estatal de Dakota del Sur   | Montana                     | 23-3      | Frisco (Texas)                   |
| 2024      | Estatal de Dakota del Norte | Estatal de Montana          | 35-32     | Frisco (Texas)                   |
| 2025      |                             |                             |           | Nashville (Tennessee)            |